# Richard J. Tobin

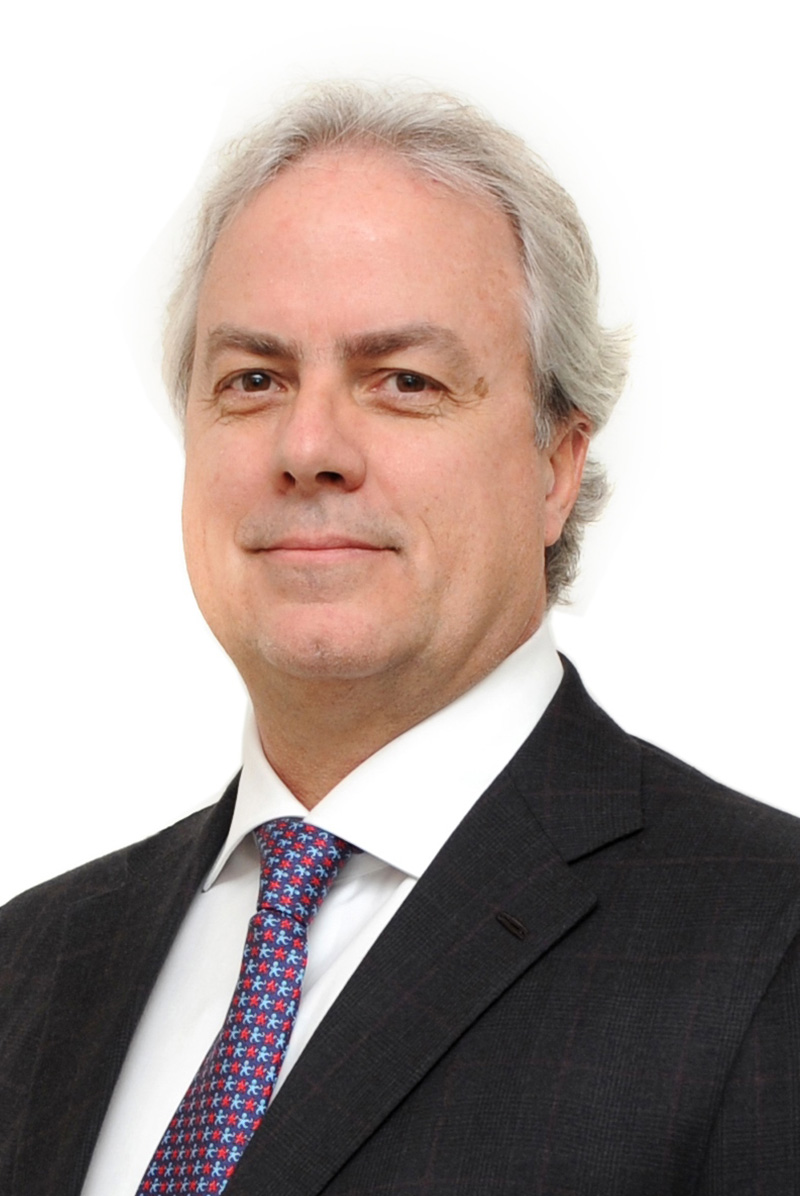
Richard J. Tobin

Richard Joseph Tobin (Morristown, 1963) è un dirigente d'azienda statunitense.

## Biografia
Richard Tobin si è laureato alla Norwich University (Northfield, Vermont) e ha conseguito un Master in Business Administration alla Drexel University (Filadelfia). Prima di iniziare la sua carriera aziendale, Tobin è stato ufficiale dell’Esercito degli Stati Uniti dal 1985 al 1989.
Ha ricoperto il ruolo di Chief Financial Officer e Head of Information Technology nel Gruppo SGS di Ginevra e ricoperto cariche nell’ambito della gestione e del marketing internazionale presso la GTE Corporation di Stamford (Connecticut), la Alusuisse-Lonza SA di Zurigo (Svizzera) e la Alcan Aluminum di Montréal (Canada).
Precedentemente alla fusione per incorporazione di Fiat Industrial S.p.A. con CNH Global è stato Chief Executive Officer di CNH Global e Group Chief Operating Officer di Fiat Industrial S.p.A., ruoli che ha assunto dopo due anni in qualità di Chief Financial Officer di CNH Global. Nominato Amministratore Delegato di CNH Industrial nel 2013, Richard Tobin ha svolto tale ruolo fino ad Aprile 2018, data delle proprie dimissioni rassegnate per "perseguire nuove opportunità".
Richard Tobin riveste inoltre la posizione di Vice Chairman presso Turk Traktor ve Ziraat Makineleri AS di Ankara (Turchia) e fa parte del Consiglio di Amministrazione della Dover Corporation di Downers Grove (Illinois). Attualmente è membro del Consiglio di Amministrazione della Camera di Commercio degli Stati Uniti e membro della Business Roundtable, associazione che riunisce gli amministratori delegati delle principali aziende statunitensi.
Dal 1 Maggio 2018 ricopre il ruolo di CEO della Dover Corporation

Richard Tobin è stato menzionato da John Elkann, Presidente di FCA, tra i manager candidati alla successione di Sergio Marchionne a Chief Executive Officer di FCA dopo il 2018.